# Преципітат
Преципітат (від лат. praecipitatus — скинутий униз) — мінеральне фосфорне добриво, двоосновна кальцієва сіль фосфорної кислоти (дигідрат гідрофосфату кальцію СаНРО4 2Н2О). Це білий порошок, що містить до 40% Р2О5, змішується з усіма добривами. Вносять Преципітати під оранку. Преципітат — цінне концентроване фосфорне добриво і дешевше від подвійного суперфосфату. Але він дуже мало розчинний і тому його з успіхом можна застосовувати лише на слабокислих ґрунтах (які містять органічні кислоти). Преципітат застосовують також як підкормку і лікувальний засіб для тварин.
Преципітат добувають нейтралізацією розчину фосфатної кислоти розрахованою кількістю вапняного молока (суспензією Ca(OH)2 в воді) до утворення гідрофосфату кальцію за реакцією: Н3PO4 + Ca(OH)2 = CaHPO4 • 2H2O Отримана сіль нерозчинна і випадає в осад, який потім виділяють і обережно висушують. 